# آدریانو (بازیکن فوتبال، زاده ۱۹۹۴)
آدریانو (انگلیسی: Adriano؛ زادهٔ ۱۶ فوریهٔ ۱۹۹۴) بازیکن فوتبال اهل برزیل است.
از باشگاه‌هایی که در آن بازی کرده‌است می‌توان به باشگاه فوتبال رجینا، باشگاه فوتبال ویرتوس انتلا، باشگاه فوتبال پیزا، باشگاه فوتبال باهیا، و باشگاه فوتبال فلامینگو اشاره کرد.